# Władysław Wydra
Władysław Wydra (ur. 12 maja 1952 we Wrzawach) – polski bokser, medalista mistrzostw Polski, reprezentant Polski.

## Życiorys
Był zawodnikiem Stali Stalowa Wola (1969-1976) i Stali Rzeszów (1977-1986).
W 1970 został wicemistrzem Polski juniorów w kategorii ciężkiej, w tym samym roku wystąpił w dwóch międzypaństwowych spotkaniach juniorów. Na mistrzostwach Polski seniorów zdobył dwa brązowe medale w wadze ciężkiej: w 1980 i 1981. W 1981 wygrał także turniej Czarne Diamenty.
Karierę zawodniczą zakończył w 1986, w późniejszych latach pracował jako trener w klubie Kaito Stalowa Wola.